# Босоноги Ген
Босоноги Ген (јап. はだしのゲン, Hadashi no Gen) јесте манга коју је написао и илустровао Кеиџи Наказава. Манга се објављивала од 1973. до 1987. године у неколико ревија, са поглављима сакупљеним у десет танкобона. Серија је адаптирана у три играна и два анимирана филма, ТВ драму, неколико романа и представа.
У Србији, издавачка кућа  Локомотива је превела мангу на српски језик.

## Радња
Манга је делимично заснована на Наказавином животу. Прича прати дечака који је преживео пад атомске бомбе на Хирошиму.

## Франшиза

### Манга
Мангу Босоноги Ген написао је и илустровао Кеиџи Наказава. Настала је као продужетак Наказавиног једнократног стрипа Ore wa Mita који је више аутобиографског типа. Сама манга почела се објављивати 4. јуна 1973. године у ревији Weekly Shōnen Jump. Серијал је после годину и по дана прекинут, потом пребачен на часописе Shimin, па Bunka Hyōron, и на крају Kyōiku Hyōron где је завршио серијализацију 1987. године. Издавачка кућа Чоубунша оригинално је сакупила поглавља у десет танкобонова почевши од 1975. године. Манга је касније имала више издања, са различитим бројем томова.
Издавачка кућа Локомотива је превела мангу на српски језик.

#### Српско издање
| Бр. | Датум издања        |                   |
| --- | ------------------- | ----------------- |
| 1   | 21. септембар 2023. | 978-86-81196-59-5 |
| 2   | 21. септембар 2023. | 978-86-81196-58-8 |
| 3   | 21. септембар 2023. | 978-86-81196-60-1 |
| 4   | 21. октобар 2023.   | 978-86-81196-63-2 |
| 5   | 20. децембар 2023.  | 978-86-81196-70-0 |
| 6   | 20. децембар 2023.  | 978-86-81196-71-7 |
| 7   | 20. мај 2024.       | 978-86-81196-86-1 |
| 8   | 13. јун 2024.       | 978-86-81196-92-2 |
| 9   | 19. октобар 2024.   | 978-86-81196-94-6 |
| 10  | 19. октобар 2024.   | 978-86-81196-98-4 |

### Филмови

#### Играни
Серијал је адаптиран у триологију играних филмова, насталу у режији Тенга Јамаде 1976, 1977 и 1980. године. Емитовани су под називима ,  и Hadashi no Gen Part 3: Hiroshima no Tatakai. 
Године 2009. продуцент Нортроп Дејвис је изјавио да би такође желео да адаптира мангу у филм, али тај пројекат није реализован.

#### Анимирани
Манга је 1983. и 1986. године адаптирана у дводелни анимирани филм, настао у продукцији студија Madhouse и Наказавине компаније Gen Production.

### ТВ драма
Босоноги Ген произвео је и играну ТВ драму која је емитована у Јапану 10. и 11. августа 2007. године, са укупно две епизоде.

## Пријем
Закључно са 2013. годином, манга је продата у преко десет милиона примерака. Упркос успеху, децембра 2012., забрањена је у одређеним школама у јапанском граду Мацуе, под изговором да „приказује ратне грозоте које Јапан није починио”. Забрана је укоњена наредне године, и жена тада већ покојног Наказаве је коментарисала да се историјски злочини „не смеју заташкавати”.